# Eucalyptus wandoo

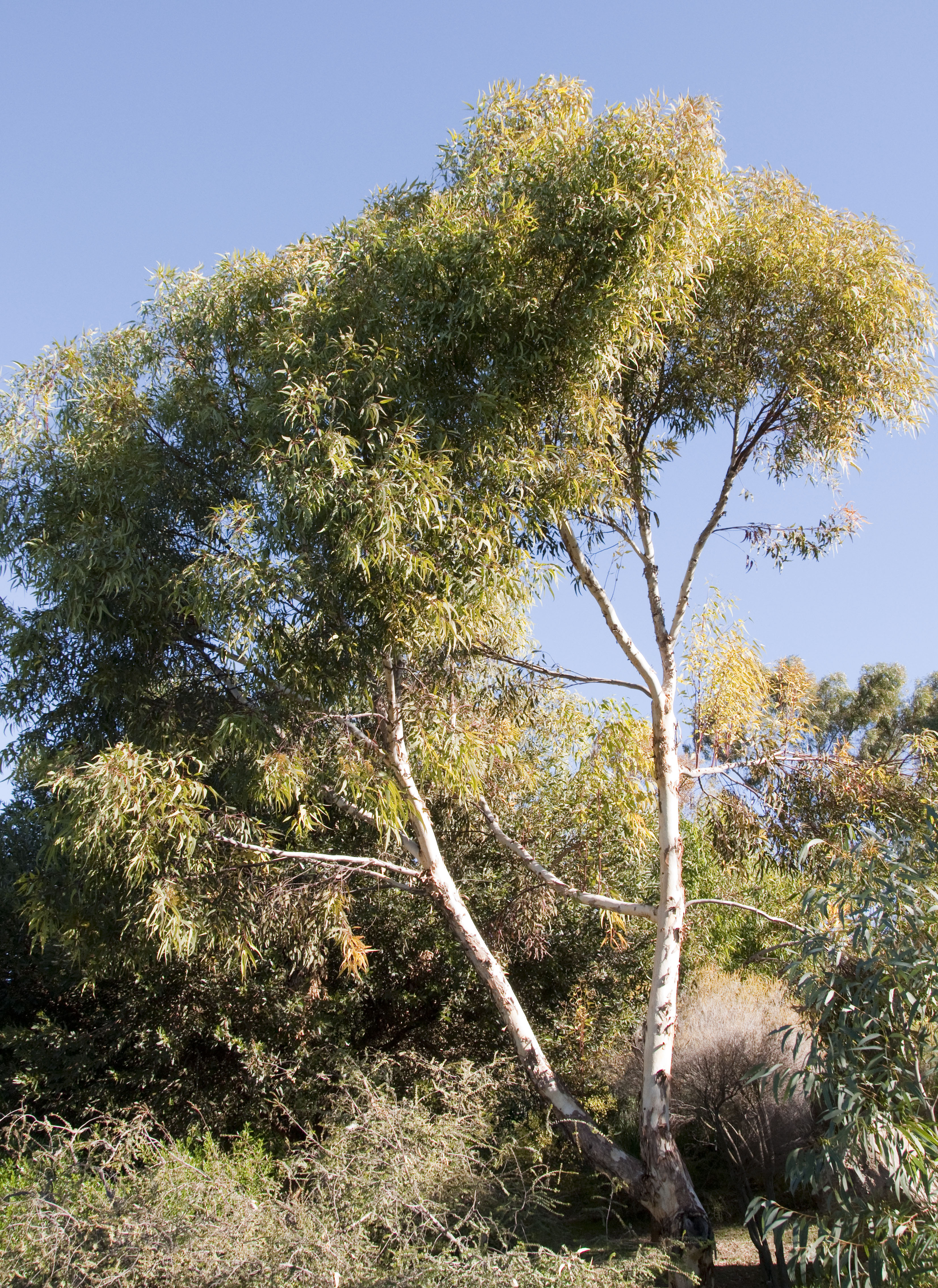
Eucalyptus wandoo al Jardí Botànic de Barcelona.

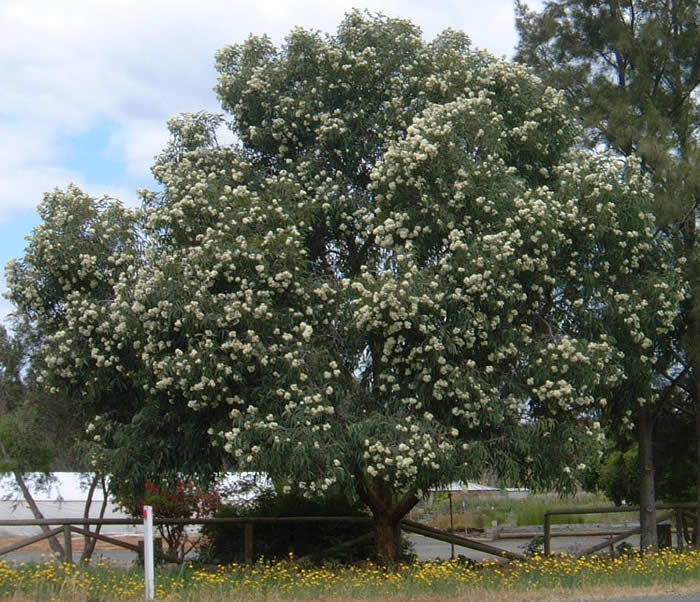
Exemplar florit

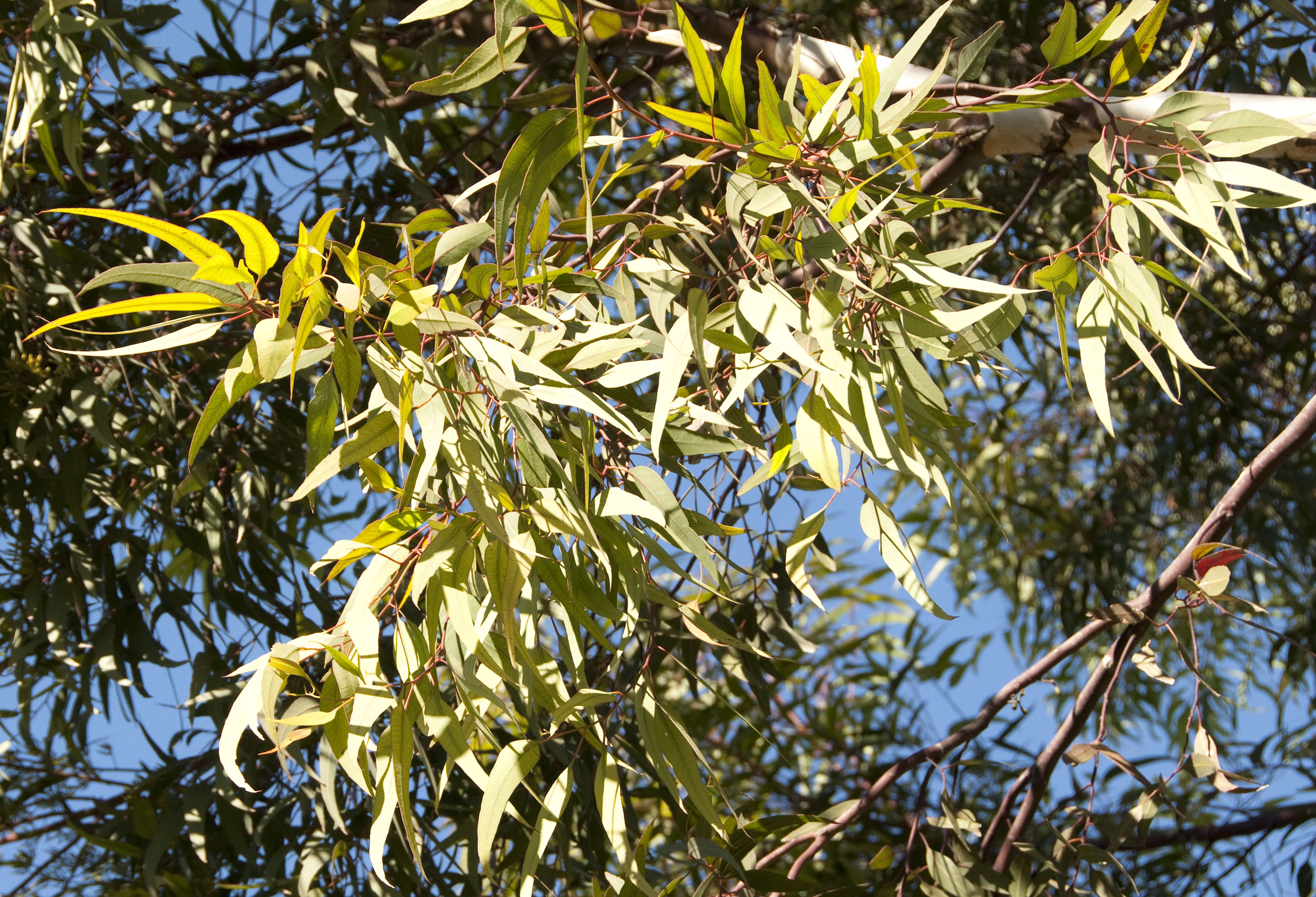
Fulles

Eucalyptus wandoo és una espècie d'arbre de mida mitjana de la família de les Mirtàcies, àmpliament distribuït al sud-oest d'Austràlia Occidental, d'on n'és endèmic. Trobem els millors boscos d'aquesta espècie entre Darkan i Quindanning, limitant al nord amb Toodyaya. Creix tant en àmplies valls com en carenes, en sòls margosos i pedregosos entre els 380 i 500 metres. Forma boscos amb espècies vegetals endèmiques, tractant-se així d'un punt calent en biodiversitat.
És una espècie molt sensible al dèficit d'aigua indicant un declivi en la seva salut, és per això que els boscos d'aquesta espècie estan protegits, tot i que la seva fusta s'ha usat tradicionalment per a la construcció. També és conegut per la mel produïda pel seu nèctar.
La distribució i freqüència d'aquesta espècie és un molt bon indicador del canvi climàtic: s'han realitzat estudis sobre com afecta la falta de pluja a les àrees on hi creixen poblacions d'aquest arbre i les repercussions en el paisatge i en la vegetació que forma, obtenint resultats bastant preocupants.